# Spondinig

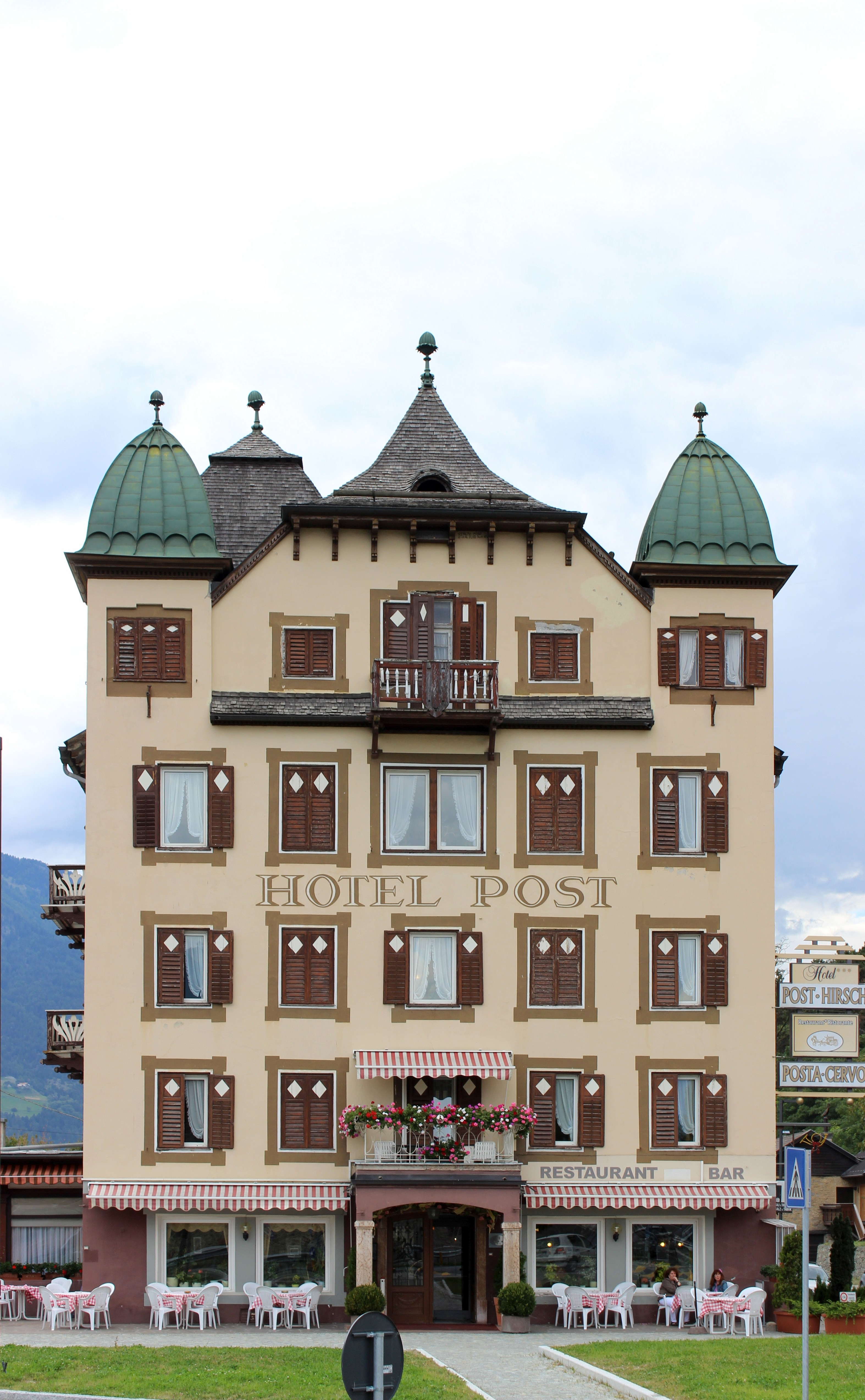
Das Posthotel Hirsch in Spondinig

Spondinig (italienisch Spondigna) ist eine kleine, größtenteils zur Gemeinde Schluderns gehörende Ortschaft im Vinschgau im westlichen Südtirol (Italien). Spondinig liegt auf 890 m Höhe im Talboden an der Etsch auf der orographisch linken, nördlichen Seite des Etschtals. Die wenigen, nicht zu einem Ortskern verdichteten Häuser verteilen sich auf zwei rund 500 m voneinander entfernte Häusergruppen unter den Hängen des Sonnenbergs: das näher zum Dorf Schluderns gelegene Alt-Spondinig und das sich Richtung Eyrs hinziehende Neu-Spondinig.
Bekannt ist die Ortschaft in erster Linie als Verkehrsknotenpunkt. In Spondinig treffen in einem großen Kreisverkehr die SS 38 (von Osten von Meran kommend und hier nach Südwesten Richtung Stilfser Joch abbiegend) und die SS 40 (von Norden vom Reschenpass kommend) aufeinander. Zudem besteht hier ein Bahnhof der Vinschgaubahn, der aufgrund des kuriosen Grenzverlaufs mehrheitlich auf dem Gemeindegebiet von Prad liegt und als am einfachsten von dort erreichbarer Umsteigeknoten Prad sowie Stilfs bzw. das Suldental bedient. Weiters führt auf der gegenüberliegenden Flussseite die Radroute 2 „Vinschgau–Bozen“ vorbei.
Der Ortsname ist in einer Urkunde von 1309 als Spandinichum erstmals verschriftlicht worden. Es liegt lateinisch sponda ‚Bergleite, Ufer‘ auf -inicum zugrunde.
Das einzige denkmalgeschützte Gebäude Spondinigs ist das direkt am Kreisverkehr stehende Posthotel Hirsch, das um 1900 in neubarocken Formen ausgebaut wurde. Im äußersten Osten Spondinigs, auf der Grenze zur Gemeinde Laas, gibt es einen Kriegerfriedhof mit Gräbern von Soldaten, die während des Gebirgskriegs bzw. Ersten Weltkriegs zwischen 1915 und 1918 an der Ortler-Front starben. Heute befinden sich in der Ortschaft aufgrund der verkehrsgünstigen Lage mehrere Dienstleistungsbetriebe.